# Турийский район
Тури́йский райо́н (укр. Турійський район) — упразднённая административная единица на западе центральной части Волынской области Украины. Административный центр — посёлок городского типа Турийск.

## География
Площадь — 1 205 км².
Основная река — Турья.

## История
Турийский район был образован в 1940 году. 25 сентября 1958 года к нему были присоединены Дулибовский, Мокрецкий, Туричанский, Туропинский и Ягодновский сельсоветы упразднённого Овадновского района, а 14 сентября 1959 года — часть территории упразднённого Луковского района. В 1962 году Турийский район был упразднён, 4 января 1965 года восстановлен.
17 июля 2020 года в результате административно-территориальной реформы район был упразднён, его территория вошла в состав Ковельского района. На территории района были сформированы Луковская и Турийская территориальные общины. Территория Ружинского сельского совета вошла в состав Ковельской городской общины, а Гайковского и Овлочинского сельских советов — в состав Овадновской сельской общины Владимир-Волынского района.

## Демография
Численность наличного населения района, на 1 декабря 2013 года, составляла 26 367 человек (13-е место среди районов), в том числе в городских условиях проживают 8 888 человек (33,71 %), в сельских — 17 479 (66,29 %). Постоянное население — 26 371 человек, в том числе городское население — 8 675 человек (32,9 %), сельское — 17 696 (67,1 %).

## Административное устройство
На момент упразднения район включал в себя:
Количество советов:
- городских — 1
- поселковых — 1
- сельских — 20

## Населённые пункты
Количество населённых пунктов:
- городов районного значения — 1 (Турийск)
- посёлков городского типа — 1 (Луков — 3 005,)
- сёл — 74
- посёлков сельского типа —